# Sesostris III.
Egipatski faraon XII dinastije, vladao od 1878. do 1841. pr. Kr. Kraljevskim imenom S-en-usret Khakaure. Ojačao je centralnu vlast i razvio sustav stajaće vojske. Osvojio je Kuš, Nubija, južno od drugog kataratka. Poznato je da je naredio uništenje jednoga cijeloga naselja koje je osvojio: sve je muškarce dao ubiti, a žene i djecu porobiti. Kako bi se mogao snabdijevati rijekom Nilom tijekom tih osvajanja, prokopao je plovni kanal kod Aswana. Za vrijeme svoje vladavine podigao je mnoge utvrde od kojih su najveće Semne i Kumma, gdje je počeo naseljavati Egipćane. U svojim pohodima na sjever prodro je u Palestinu i Siriju. Egipat je tijekom njegove vladavine postigao veliki uspon. Njegovo poprsje se čuva u muzeju u Kairu.

## Vanjske poveznice
- Arhivirana inačica izvorne stranice od 27. kolovoza 2009. (Wayback Machine) (utvrde Semna i Kumma)
- Arhivirana inačica izvorne stranice od 18. lipnja 2009. (Wayback Machine)
- Arhivirana inačica izvorne stranice od 28. rujna 2009. (Wayback Machine)

| Prethodnik:                                   | Egipatski faraoni | Nasljednik:                                    |
| Sesostris II. (1897. pr. Kr. - 1878. pr. Kr.) | Egipatski faraoni | Ammenemes III. (1842. pr. Kr. - 1797. pr. Kr.) |